# Клинтон, Генри (1771)
Сэр Генри Клинтон (англ. Henry Clinton; 1771—1829) — британский военный и государственный деятель, генерал-лейтенант.
Участник Французских революционных войн, Наполеоновских и Пиренейских войн.

## Биография
Родился 9 марта 1771 года в семье генерала сэра Генри Клинтона. Внук адмирала Джорджа Клинтона и младший брат генерал-лейтенанта сэра Уильяма Генри Клинтона.
Офицерское звание получил в 1787 году. В 1793 году участвовал в кампании во Фландрии в качестве флигель-адъютанта герцога Фредерика Йоркского. Получил звание подполковника в 1795 году. Был в плену у французов в 1796—1797 годах.
В 1799 году во время кампании в Северной Италии, Генри Клинтон был связным офицером у командующего российской армией Александра Суворова.
Затем отправился в Индию, где с 1802 по 1805 годы был генерал-адъютантом. В сражении при Аустерлице в 1805 году Клинтон был британским военным атташе при русской армии. Затем командовал гарнизоном в Сиракузах на Сицилии (в 1806—1807 годах).
Став членом парламента от Боробриджа в 1808 году, Генри Клинтон совмещал в течение следующих десяти лет государственную и военную деятельности.
В ходе военной кампании 1808—1809 годов он служил в качестве генерал-адъютанта сэра Джона Мура и участвовал в битве при Ла-Корунье 16 января 1809 года. В 1810 году был произведен в генерал-майоры.
В 1815 году во время битвы при Ватерлоо, Клинтон командовал 2-й дивизией, входившей в 3-ю британскую бригаду под командованием Фредерика Адама, которую герцог Веллингтон направил в резерв правого фланга. Дивизия участвовала в преследовании наполеоновских войск.
В 1818 году Генри Клинтон вышел в отставку и поселился в своем имении в Гемпшире, где и умер 11 декабря 1829 года.

## Награды
- Награждён орденом Св. Георгия 3-й степени (№ 384, 6 августа 1815 — «в ознаменование отличной храбрости и подвигов, оказанных в минувшую кампанию против французов»).
- Также награждён другими орденами, в числе которых английские орден Бани и Королевский Гвельфский орден, австрийский Военный орден Марии-Терезии[6] и голландский Военный орден Вильгельма.